# Mariano Escobedo, Jiménez
Mariano Escobedo är en ort i Mexiko.   Den ligger i kommunen Jiménez och delstaten Tamaulipas, i den centrala delen av landet, 500 km norr om huvudstaden Mexico City. Mariano Escobedo ligger 115 meter över havet och antalet invånare är 174.
Terrängen runt Mariano Escobedo är platt åt nordost, men åt sydväst är den kuperad. Runt Mariano Escobedo är det mycket glesbefolkat, med 4 invånare per kvadratkilometer. Närmaste större samhälle är Santander Jiménez, 13,0 km nordost om Mariano Escobedo. I omgivningarna runt Mariano Escobedo växer huvudsakligen savannskog.